# Annie Kalmar

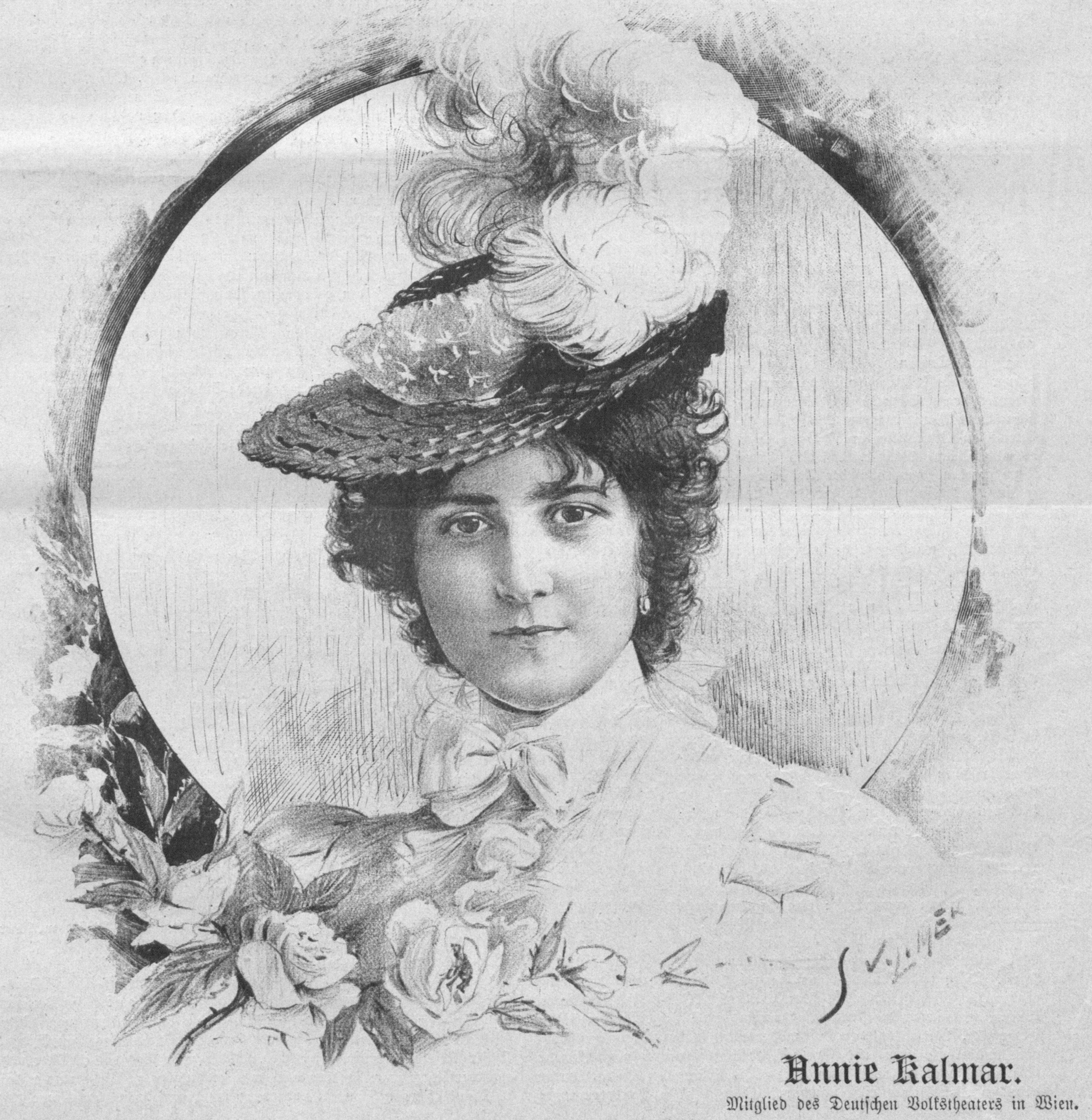
Annie Kalmar am Titelblatt von Der Humorist, 1. Oktober 1896

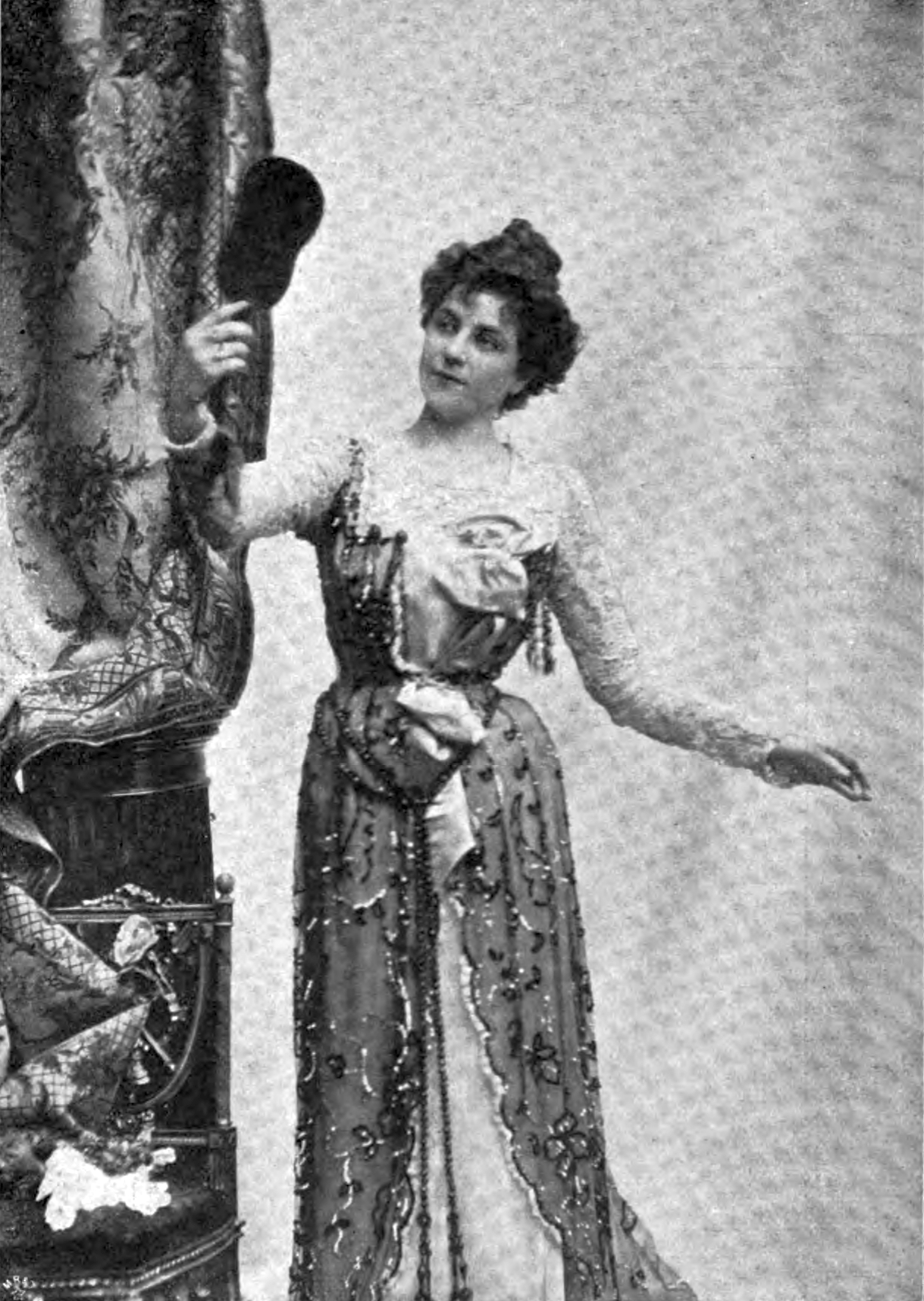
Annie Kalmar, Salondame, um 1900

Annie Kalmar, auch Anna Kalmar und Anna Kaldwasser, gebürtige Elisabeth Kaldwasser (14. September 1877 in Frankfurt am Main – 2. Mai 1901 in Hamburg) war eine deutsche Theaterschauspielerin.

## Leben

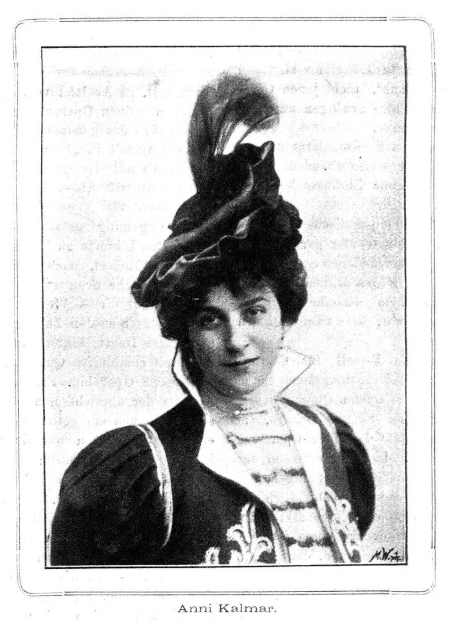
Österreichische Musik- und Theaterzeitung Nr. 6 (1897), S. 1

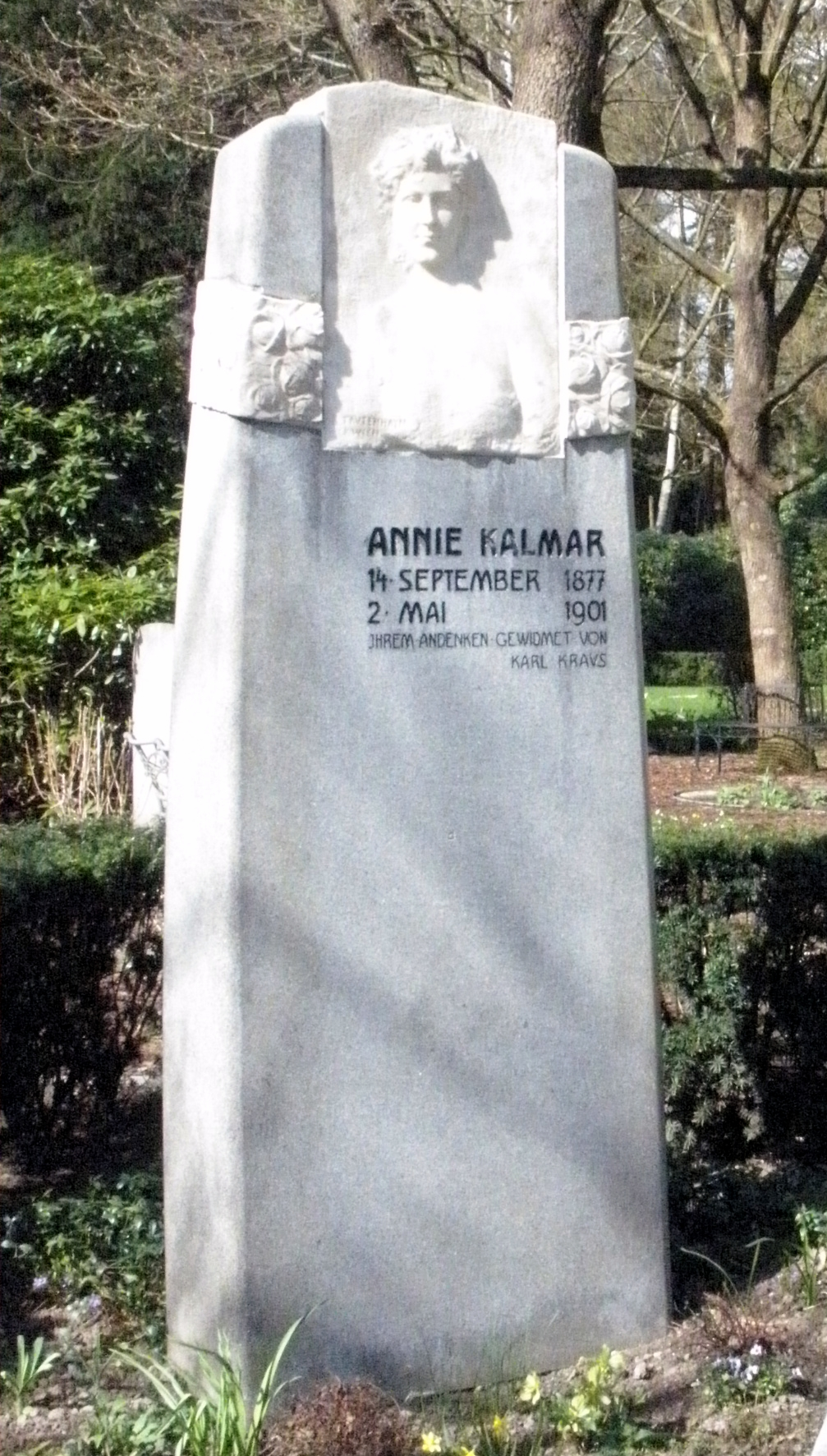
Grabstein für Annie Kalmar auf dem Friedhof Ohlsdorf

Nachdem sie an kleinen Theatern Bühnenroutine erworben hatte, ging sie nach Wien. Dort übernahm Rosa Keller-Frauenthal ihre weitere Ausbildung. Von 1895 bis 1900 spielte sie am Deutschen Volkstheater Wien.
Zwischen September 1895 und Frühjahr 1900 trat Annie Kalmar in folgenden Inszenierungen auf:
- 14. September 1895: Böse Zungen von Heinrich Laube
- 29. November 189S: Venus von Milo von Paul Lindau
- 14. Dezember 1895: Ghismonda von Victorien Sardou
- 15. Dezember 1895: Mam’zelle Nitouche von Henri Meilhac/Albert Millaud (Matinee)
- 7. März 1896: Cirkusleute von Franz von Schönthan
- 9. Mai 1896: Das wahre Glück von E. Karl (Pseudonym)
- 19. September 1896: Des Meeres und der Liebe Wellen von Franz Grillparzer
- 29. Oktober 1896: Die Jüdin von Toledo von Franz Grillparzer
- 23. Dezember 1896: Die Verliebten von Maurice Donnay
- 3. April 1897: Der Biberpelz von Gerhart Hauptmann
- 24. April 1897: Die Liebe von Richard Nordmann (Pseudonym von Margarete Langkammer)
- 6. August 1897: Der Bureaukrat von Gustav von Moser
- 14. August 1897: Der zündende Funke von Édouard Pailleron
- 11. September 1897: Die Erziehung zur Ehe von Otto Erich Hartleben
- 30. Oktober 1897: Die Abrechnung von Maurice Donnay
- 11. Dezember 1897: Bartel Turaser von Philipp Langmann
- 23. Dezember 1897: Josephine von Hermann Bahr
- 19. März 1898: Robinsons Eiland von Ludwig Fulda
- 18. September 1898: Pamela von Victorien Sardou
- 10. Dezember 1898: Der Star von Hermann Bahr
- 4. Februar 1899: Unser Käthchen von Theodor Herzl
- 18. März 1899: Der Verschwender von Ferdinand Raimund
- 8. April 1899: Der Schlafwagen-Controllor von Alexandre Bisson
- 15. April 1899: Eine Königin von Theodor Wolff
- 2. September 1899: Muschelkinder von Maria von Berks
- 16. September 1899: Die Macht der Finsternis von Leo Tolstoi
- 9. Dezember 1899: Chrysis von Otto von Piene/Pierre Louÿs
- 28. April 1900: Felix von Hermann Dahl.

Im Jahr 1900 wechselte sie zum Deutschen Schauspielhaus Hamburg, konnte jedoch wegen ihrer Erkrankung an Schwindsucht nicht mehr auftreten.
Kalmar starb mit 23 Jahren und wurde auf dem Friedhof Ohlsdorf in Hamburg beigesetzt. Sie wurde am 15. Dezember 1903 zum sogenannten Rosengarten (Lage: J 9 70) umgebettet, um dort das inzwischen fertiggestellte Grabmal mit ihrem Porträt als Relief aufstellen zu können. Die Umbettung und das große Grabmal bezahlte Karl Kraus. Durch die Änderung des Friedhofsgesetzes 1982 wurden auch auf dem Ohlsdorfer Friedhof „Gräber auf Friedhofsdauer“ befristet, so dass die Liegezeit auch von Annie Kalmar beendet wurde. Ihr Stein, eine Stele mit Porträtrelief des österreichischen Bildhauers Richard Tautenhayn, befindet sich seit dem Jahr 2000 im Garten der Frauen (Lage: P 27).